# Tvångsarbete i svensk rätt
I Sverige ådömdes tvångsarbete förr av länsstyrelsen (med stöd av lag av 12 juni 1885), och drabbade den, som 
"sysslolös strök omkring från ort till annan utan medel till sitt uppehälle och utan att omständigheterna ådagalade, att han sökte arbete, likasom ock den, vilken eljest, utan att äga medel till sitt uppehälle, underlät att efter förmåga söka ärligen försörja sig och tillika förde ett sådant levnadssätt, att våda därav uppstod för allmän säkerhet, ordning eller sedlighet".
Tvångsarbete kunde också ådömas enligt fattigvårdslagen, för den som bedrev tiggeri.